# Edmund Kötscher
Edmund Kötscher (Berlijn, 17 april 1909 – aldaar, 15 januari 1990) was een Duitse componist en dirigent. Voor bepaalde werken gebruikte hij het pseudoniem: Mario Mariani.

## Levensloop
Kötscher studeerde muziek aan de Hochschule für Musik Franz Liszt in Weimar bij Max Strub (1900-1966) en Gustav Kulenkampff (1849-1921). Vervolgens werkte hij als dirigent bij verschillende orkesten. Een bepaalde tijd dirigeerde hij ook zijn eigen orkest, waarmee hij optredens in danspaleizen en zalen verzorgde. Als componist schreef hij meer dan 1000 werken, vooral lichte muziek.

## Composities

### Werken voor orkest
- 1943: - Lustiger Zirkus, Bravoure-foxtrot
- 1950: - Zwei kleine schwarze Neger
- 1952: - Dorfmusikantaten Polka
- 1952: - Ländliche Burleske
- 1953: - Walzerbummel durch Alt-Berlin, voor orkest
- 1955: - Frisch, Frech, Federleicht, suite
- 1957: - Im Süden von Spanien, voor orkest
- 1957: - Sempre avanti!, Italiaanse mars
- 1957: - Von Land zu Land, Europese reisschetsen
- 1958: - Drei Tempi, suite
- 1958: - Tango militaire
- 1961: - Kleine Späße, voor xylofoon solo en orkest
- 1964: - Italienische Amseln, voor orkest
- 1966: - Auf den Spuren eines Rehes, voor orkest
- 1978: - Auf's richtige Pferd gesetzt
- - Anekdoten nach Noten, suite in 3 delen
- - Anstelle eines Mittagsschläfchens
- - Böhmische Bauernpolka
- - Cabaret der Noten
- - Cumberland
- - Die Jäger von Ruhpolding
- - Dort unter den Zypressen
- - Edinburgher Ständchen und Da Capo
- - Fernseh-Story, intermezzo voor orkest
- - Frech wie Oskar, burleske polka
- - Heiteres Spiel
- - Lustige Biene
- - Menschen, Tiere, Sensationen
- - Quiz-Kandidaten, foxtrot voor orkest
- - Starway Fantasie
- - Suite phantastique
- - Witz und Fantasie, suite in 5 delen

### Werken voor harmonieorkest
- 1943: - Wir sind zwei Grenadiere, denn wir sind zwei Grenadiere
- 1955: - Blue Horses (Wilde paarden)
- 1956: - Liechtensteiner Polka
- 1957: - Im Süden von Spanien, walsen intermezzo
- 1972: - Navy Cut - samen met: W. Güttner
- 1978: - Wir mit den roten Baretten
- 1983: - Polka for brass, voor harmonieorkest
- - Flohwalzer
- - Gypsy Woman, voor harmonieorkest of brassband
- - Say Goodbye, voor harmonieorkest of brassband

### Werken voor bigband
- 1964: - Ciao, ciao, mein Kapitän!
- - Marche des artistes - Chapiteau

### Muziektheater

#### Toneelmuziek
- 1966: - Kyritz-Pyritz, klucht in 2 bedrijven en 6 taferelen - naar het gelijknamige stuk van Oscar Justinus en Heinrich Wilken

### Vocale muziek

#### Liederen
- 1934: - Wenn die Sonja russisch tanzt, voor zangstem(men) en instrumentaal ensemble
- 1943: - Der Soldat braucht zum Fröhlichsein das Singen, voor zangstem en instrumentaal ensemble - tekst: Willy-Hans Schauer
- 1943: - Morgens zwischen zwei und fünf, voor zangstem en piano - tekst: Anton L. Frick
- 1944: - Du bist die Sonne wenn des Abends Lieder der Heimat ich hör, serenade voor zangstem en piano - tekst: Hermann Schulenburg
- 1944: - Wenn die Lichter wieder scheinen, voor zangstem en instrumentaal ensemble
- 1950: - Dort unter den Zypressen ..., tango voor zangstem en piano
- 1950: - Ich bin ein Baß ich sinke immer tiefer, voor bas en piano - tekst: Horst-Heinz Henning
- 1950: - Mona Lisa, Mona Lisa, höre mein zärtliches Flehen, tango voor zangstem en piano - tekst: Hans Jönsson
- 1951: - Puszta-Tango wenn ein Zigeuner sein Herz mal verliert, voor zangstem en piano - tekst: Hans Jönsson
- 1951: - Au-Au-Aurora Au-Au-Au-Au-Aurora, komm zurück, walslied voor zangstem en piano - tekst: Ernst Nebhut
- 1951: - Wer kennt nicht die Sehnsucht nach Liebe?, tango voor zangstem en orkest - tekst: Günther Schwenn
- 1954: - Der Himmel ist blau, voor zangstem en piano - tekst: Kurt Schwabach
- 1955: - Nächsten Sonntag in Grünau, voor zangstem en piano - tekst: Heinz Zimmer
- 1955: - Polonaise Polonaise, Polonaise tanzt man, voor zangstem en piano - tekst: Bert Rodá
- 1956: - Der Perlentaucher von Santa Margerita, voor zangstem en instrumentaal ensemble - tekst: Peter Ström
- 1956: - Drei Helle auf die Schnelle, voor zangstem en piano - tekst: G.W. Anders
- 1957: - Auf einer einsamen Insel mit dir!, voor zangstem en instrumentaal ensemble - tekst: Walter Brandin
- 1957: - Heut' ist mir die Liebe begegnet, voor zangstem en instrumentaal ensemble - tekst: Willi Stanke
- 1959: - Du schenkst mir Gold und Silber, voor zangstem en instrumentaal ensemble
- 1962: - Lucky-Strucky, voor zangstem en piano
- 1974: - Du küßt ja wie die Feuerwehr, voor zangstem en instrumentaal ensemble
- 1978: - Du und ich - Melodie für zwei Herzen, voor zangstem en piano - tekst: Heinz Schubert
- 1978: - Ein kleiner gold'ner Ring, voor zangstem en piano - tekst: Heinz Schubert
- 1986: - Ohne Ku-Damm keen Berlin, Hundert Jahre gibt es ihn, voor zangstem en piano - tekst: Norbert Schultze
- 1986: - Siebenhundertfünfzig Jahre alt ist Berlin, voor zangstem en piano - tekst: Gerhard Hellwig
- 1987: - Oh! Mamma mia! (Wenn man so blau ist, wie das Meer in Venedig), voor zangstem en piano - tekst: Peter Kötscher
- - Amsterdamer Polka, voor zangstem en orkest - tekst: Charles Alson
- - Bennys Bierbar, voor zangstem en piano - tekst: Alexander Gordan
- - Christina, dixie voor zangstem en piano
- - Der Junge mit dem Ball, voor zangstem en piano
- - Der Seppl aus Bayern, voor zangstem en piano
- - Der Spatz vom Olivaer Platz (Wilmersdorfer Lied), voor zangstem en piano - tekst: Klaus Eidam
- - Der verliebte Auerhahn, voor zangstem en piano - tekst: Hans Erissen
- - Die Mädchen aus Saarbrücken, voor zangstem en instrumentaal ensemble
- - Die Notenkleckser, voor zangstem en piano
- - Icke, icke und Berlin, voor zangstem en piano - tekst: W.H. Schauer, C. Alson
- - Junge, bleib sauber!, voor zangstem en piano - tekst: Norbert Schultze
- - Wenn die Lichter wieder scheinen, voor zangstem en orkest

### Kamermuziek
- 1960: - Chirping (Vogelgezwitscher), musical burlesque voor viool en piano
- - Chaconne

### Werken voor piano
- 1951: - Argentinischer Besuch, tango
- 1952: - Walzerbummel durch Alt-Berlin
- 1959: - Kurz belichtet
- 1960: - Elektrik Rhapsodie
- 1962: - Londoner Nebel
- 1962: - Stromaufwärts
- 1962: - ... und abends ins Kurhaus!, suite
- 1966: - Lustige Weiber Polka
- 1985: - Polka Mexicana
- - Golden Trumpet Waltz
- - Kleiner Harmonikaspieler
- - Streichholz-Wachtparade
- - Studenten-Pfiff

### Werken voor accordeon
- 1943: - Scherzhaftes Ständchen
- 1944: - Don Beppo, Spaanse mars
- 1944: - Sieben Hohner-Sterne
- 1946: - Feuerblumen Tango
- 1949: - Harmonika-Hochzeit
- 1950: - Der fliegende Frankfurter
- 1950: - Urwald Komödie
- 1955: - Prologo Ouverture
- - Dort unter den Zypressen, tango
- - Kuriose Geschichten, wals